# Heterotrissocladius callosus
Heterotrissocladius callosus är en tvåvingeart som först beskrevs av Eduard Becher 1886.  Heterotrissocladius callosus ingår i släktet Heterotrissocladius och familjen fjädermyggor.
Artens utbredningsområde är Norge. Inga underarter finns listade i Catalogue of Life.